# Lepidemathis haemorrhoidalis
Lepidemathis haemorrhoidalis là một loài nhện trong họ Salticidae.
Loài này thuộc chi Lepidemathis. Lepidemathis haemorrhoidalis được Eugène Simon miêu tả năm 1899.